# Девід Коновер

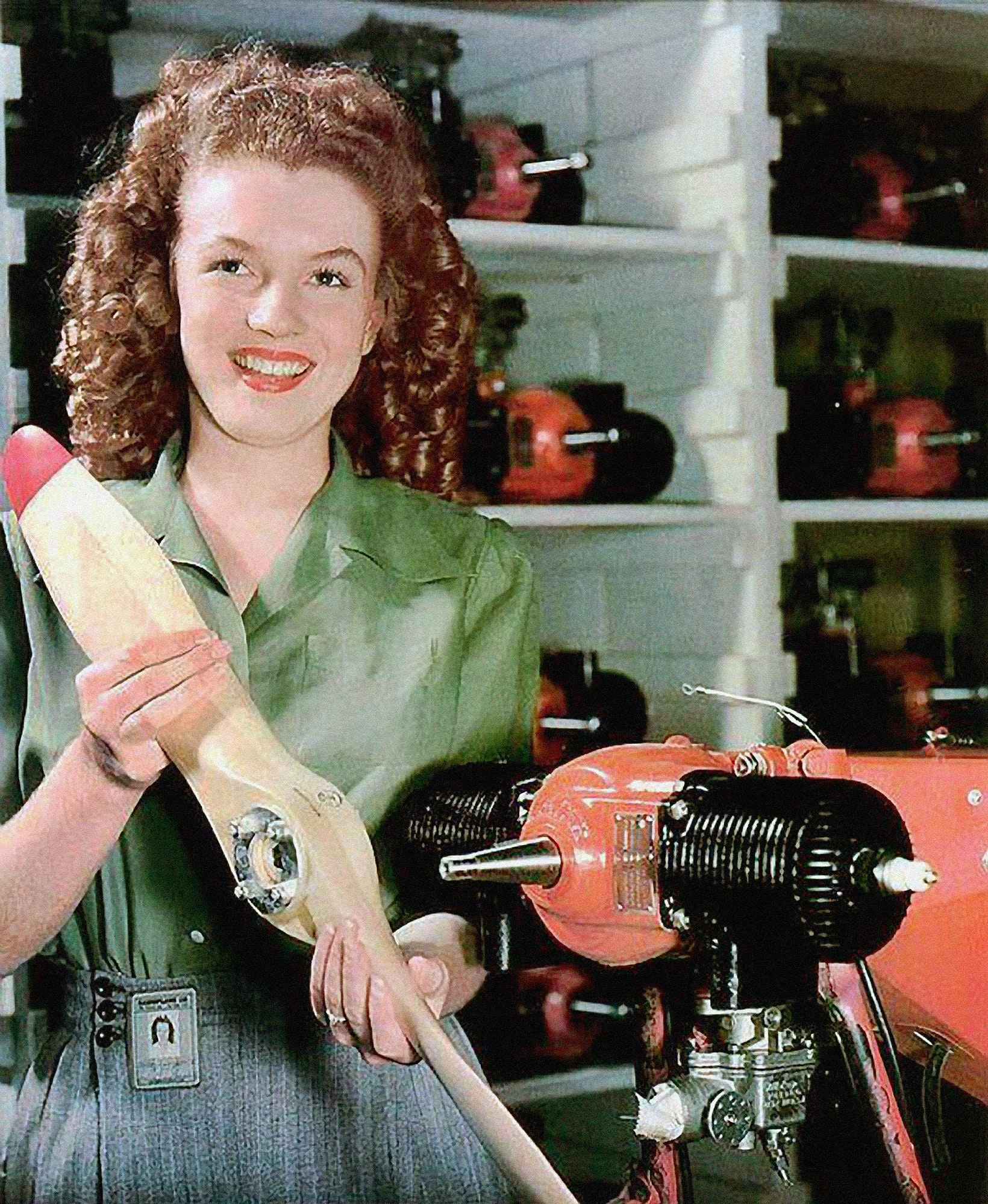
Мерілін Монро із пропелером Радіолітака RP-5

Девід Коновер (англ. David Conover), 26 червня 1919 – 21 грудня 1983) був автором і документальним фотографом, якому приписують знаходження Мерілін Монро, коли він робив фотографії для газети Yank. Коли він служив у "Першому підрозділі кінофільмів" повітряних сил армії США', його командиром був майбутній президент США Рональд Рейган, який направив Коновера до фабрику з виробництва бойових радіолітаків, де він зустрів Монро.
До опублікованих ним робіт відносяться:
- Once Upon an Island (Одного разу на острові) Видавець: San Juan Publishing (Листопад 2003)
- Reader's Digest Condensed Books: Volume 74 - Summer 1968   Publisher: Reader's Digest (1968)
- Бестселери від Рідерз дайджест коротких книг - 1970
- One Man's Island (Острів однієї людини) Видавець: General Pub. Co (1971)
- Sitting on a Salt Spring (Сидячи на Солт-Спрінг) Видавець: Paper Jacks (1978)
- Finding Marilyn: A Romance (Знаходження Мерілін: Романс) Видавець: Grosset & Dunlap (1981)